# Casa de les Reixes
La casa de les Reixes es un partidor (obra hidráulica destinada a repartir, utilizando una serie de  compuertas en diferentes conductos, las aguas de un cauce), las aguas de la acequia de Boqueras, que conduce el agua que discurre desde el azud de Almazora a Castellón de la Plana, y que es propiedad de la Comunidad de Regantes de Castellón y Almazora. El repartidor está catalogado como Bien de relevancia local y se encuentra recogido en el Catálogo de Bienes y Espacios Protegidos, desde octubre de 2006, estando publicado en el Boletín Oficial Provincial desde junio de 2007. Su código de identificación es: 12.05.009-015.
Se localiza en la partida conocida como “La Foia”, y se puede acceder a él desde Almazora tomando la calle de San Jaime y recorriendo unos 400 metros aproximadamente, dirección hacia el cauce del río Mijares,  hasta llegar a la acequia Boqueres.

## Historia
Pese a que documentos del siglo XIII atestiguan que Almazora era usuaria de las  aguas del río Mijares, ya en el año 1266 se firmaron acuerdos con Castellón para actuar mancomunadamente en el uso de las aguas del Mijares, puesto que la acequia que tomaba las aguas del Mijares era común a ambas poblaciones.  Burriana por su parte,  solicitó tomar agua en casos de carestía del azud de la acequia de Castellón y Almazora, privilegio que le fue concedido por el rey D. Jaime I, en un documento expedido en Tarrasa el 25 de abril de 1266. Estos documentos se han considerado como prueba del derecho al uso que de las aguas del Mijares tenían estas tres villas, a las que al cabo de unos ocho, aproximadamente, se une Villarreal, cerrando el uso del Mijares para las cuatro poblaciones destinatarias primeras de sus aguas. La distribución de las aguas entre las diferentes poblaciones por las que discurría el río Mijares, ha sido motivo de disputas desde tiempos de la reconquista cristiana. De hecho existe documentación de los diferentes privilegios que se concedieron a lo largo de los años, a los diferentes núcleos poblacionales, para el uso de las aguas del Mijares. Así, está documentado cómo el rey don Jaime concedió a Nules el sobrante de las aguas del azud de Villareal, privilegio que fue confirmado por Pedro IV de Aragón, desde Barcelona,  el 11 de septiembre de 1342. Las disputas por el agua continuaron durante los siguientes siglos, hecho que queda probado por las constantes sentencias se tienen documentación, como la realizada por don Pedro Cavanilles, lugarteniente general del Reino de Valencia, el 21 de junio de 1440,  por la que distribuyó las aguas del Mijares entre Burriana y Nules. Es a partir del siglo XVI cuando se comienzan a construir una serie de azudes, de forma comunitaria, por parte de regantes de Castellón y Almazora, como el construido en 1519, el de 1549 o el de 1618.

## Descripción
La Casa de les Reixes es en realidad un repartidor de aguas de la acequia “Común de Castellón y Almazora” de manera que el agua de esta acequia se repartía quedando para los regantes de la Comunidad de Castellón “17 y 1/5 de las filas”, mientras que para la Comunidad de Regantes de Almazora les quedaban “9 y 4/5 de las filas”.
Se trata de un edificio de planta rectangular, de fábrica de ladrillo (de fango cocido) y sillares de refuerzo en las esquinas, y cubierta de tejas a dos aguas.  Presenta un gran arco de medio punto, situado en la parte occidental que es la entrada de las aguas de la Acequia i Común de Castellón y Almazora. Mientras, en la parte oriental presenta dos ojos. Uno de ellos está al descubierto,  el que corresponde con la salida de aguas de la Acequia de los Molinos de Almazora; mientras que el inicio de la Acequia mayor de Castellón queda cubierto. Para acceder al interior del partidor existe una puerta en la parte septentrional del edificio, y una vez en el interior se puede observar el tajamar de piedra, que reparte equitativamente las aguas.
Puede observarse una lápida conmemorativa dedicada al rey Carlos IV que se sitúa sobre el arco de la entrada de las aguas. El texto que posee reza:
"REINANDO CARLOS IV / EL COMÚN DE REGANTES DE LA VILLA DE CASTELLON / A EXPENSAS PROPIAS / MDCCLXXXIX"
Además, sobre esta lápida se abre una linterna que da luz natural al interior del partidor que está en perfecto estado de conservación por lo que sigue en uso en la actualidad.